# نادي بوسوشيه
نادي بوسوشيه لكرة القدم (بالإنجليزية: HŠK Posušje)‏ هو نادي كرة قدم بوسني مقره في العاصمة بوسوشيه. تم تأسيسه في 13 أغسطس 1950.